# ۱۲۱ (پیش از میلاد)
۱۲۱ (پیش از میلاد) ۱۲۱مین سال قبل از تقویم میلادی است.